# Bad Boy (Miami Sound Machine)
Bad Boy is een nummer van de Amerikaanse band Miami Sound Machine, onder leiding van Gloria Estefan. Het is de tweede single van hun negende studioalbum Primitive Love uit 1986. Op 30 augustus 1985 werd het nummer oorspronkelijk eerst in de VS en Canada op single uitgebracht. In april 1986 werd het nummer als remix heruitgebracht in de VS, Canada en Europa en in mei dat jaar volgden Australië, Nieuw-Zeeland, Japan, Zuid-Afrika en Zimbabwe.

## Achtergrond
De plaat werd na als remix heruitgebracht te zijn een grote hit in Noord-Amerika, Oceanië, Zuid-Afrika, Zimbabwe en West-Europa. In thuisland de VS behaalde de plaat de 8e positie in de Billboard Hot 100. In Canada werd de 10e positie bereikt, Zimbabwe de 2e, Zuid-Afrika de 13e, Australië de 55e, Nieuw-Zeeland de 7e, Duitsland de 6e, Oostenrijk de 8e, Zwitserland de 9e, Frankrijk de 33e, Finland de 19e, Ierland de 23e en in het Verenigd Koninkrijk de 16e positie in de UK Singles Chart. 
In Nederland was de plaat op maandag 21 april 1986 de 320e AVRO's Radio en TV-Tip op Radio 3 en werd een grote hit in de destijds twee landelijke hitlijsten op de nationale publieke popzender. De plaat bereikte de 5e positie in de Nationale Hitparade en piekte op de 2e positie in de  Nederlandse Top 40. In de Europese hitlijst op Radio 3, de TROS Europarade, werd de 15e positie bereikt.
In België bereikte de plaat de  5e positie in de voorloper van de Vlaamse Ultratop 50 en de 4e positie in zowel de Vlaamse Radio 2 Top 30 als de voorloper van de Waalse Ultratop 50.   